# René Ponsard
Pour les articles homonymes, voir Ponsard.
 (mai 2022).
Alexandre René Ponsard, né à Arpajon le 20 décembre 1826 et mort à Paris 18e le 22 juin 1894 est un poète, chansonnier et goguettier français.

## Biographie
René Ponsard est né à Arpajon, le 20 décembre 1826. Orphelin de père et de mère, il reçoit pour toute instruction celle que peut donner un instituteur de village. Bientôt, le caractère indépendant de l'enfant élevé par ses grands-parents et un oncle ancien marin, amène ses grands-parents à l'envoyer à Brest, à l'école des mousses. Il a treize ans, et la brutalité des quartiers maîtres et des seconds maîtres n'était pas très propre à adoucir ce qu'il pouvait y avoir de rugueux dans son moral.
De mousse, il devient instructeur des mousses, puis matelot, puis batelier à Marseille. Il est envoyé en Afrique où il passe cinq ans.
Il assiste au siège de Zaatcha, puis, de retour à Sétif, il entre comme copiste dans un bureau. Enfin libéré du service et du séjour des silos, il est employé dans une administration de chemin de fer, se marie et fonde une famille. 
Chansonnier, auteur de poèmes argotiques et badins, Ponsard a aussi utilisé le pseudonyme "Le Père La Cayorne" notamment pour Les Joyeusetés édité en 1882, un recueil de chansons de marins illustré par Henry Somm.
René Ponsard fut très actif au cabaret Le Chat Noir, à côté d'Aristide Bruant et d'autres grands chansonniers. Il fréquentera le cabaret jusqu'à sa fermeture en 1894.
Artiste populaire en son temps, son nom et son œuvre sont ensuite en grande partie oubliés.

## Réception de son oeuvre
Eugène Imbert écrit en février 1880 :
« Je ne voudrais pas ériger en système que le genre de talent d'un poète est la résultante forcée des circonstances qui ont entouré sa jeunesse et des influences que ses premières années ont pu subir. Il faut faire, en effet, la part des dispositions primitives. Toutefois, quoique la vie extérieure d'un écrivain n'intéresse pas beaucoup, d'ordinaire, le lecteur, qui veut surtout connaître le poète et non l'homme, il est nécessaire, pour expliquer Ponsard, de dire quelques mots de la carrière qu'il a parcourue.
Ponsard a conservé de l'époque de l'école de mousse de Brest des souvenirs qui ont le don, lorsqu'ils se réveillent, de ranimer de grosses rancunes. Avec quelle verve il déclame alors les vers aussi ardents qu'incorrects que lui inspiraient autrefois les mauvais traitements et les injustices de ses chefs ! Élucubrations caustiques qu'il affichait hardiment au pied du grand mât : 
O gens galonnés d'or, gens sans miséricorde,
O vous qui nous zébrez les reins à coups de corde,
Si Dieu m'avait donné la force de Samson,
Je vous ferais au cœur passer plus d'un frisson...
Étreignant de mes bras cette haute mâture,
Je secouerais tant, du faîte à l'emplanture,
Que j'en ferais pleuvoir sur vos fronts, ô forbans,
Les vergues, les agrès, les hunes, les haubans,
Tout ce qui peut broyer sous son poids formidable
Des monstres tels que vous.
Partout la satire le poursuit. Il faut qu'il cingle. » 
« Il n'a pas appris régulièrement l'art d'écrire et de penser ; mais il a eu pour maître la nature et la vie ; il a été mûri par les grandes épreuves en face des grands spectacles. Son originalité amère se ressent des rudes secousses de son existence. » Ces lignes, qu'écrivait M. Laurent Pichat, en présentant au lecteur le premier recueil de Ponsard, Les Échos du bord, en 1862, me semblent peindre exactement le poète. J'ajouterai toutefois que l'étude et le temps ont de concert assoupli son talent et son caractère. Les petites mines, la mièvrerie ne sont pas son fait. Non toutefois que la grâce lui manque au besoin. Ainsi, il nous peint la Mareyeuse, que courtisent les bruns enfants des grèves.
Que de buveurs au front joyeux
Ont à la flamme de ses yeux
Brûlé les ailes de leurs rêves !
La Barque volée se termine par un trait touchant. Ce matelot, qui pleure sa barque comme il a pleuré sa mère, s'emporte en imprécations contre le voleur : 
Oh ! qu'il soit tourmenté sans trêve,
Ce voleur de barque maudit !
Que tous les galets de la grève
Déchirent les pieds du bandit !
Que son chemin soit plein d'épines
… A moins qu'il n'ait, las de souffrir,
Avec le fruit de ses rapines,
Des petits enfants à nourrir.
Ponsard est surtout à l'aise dans les sujets qui demandent de la vigueur. L'invective même est assez dans ses cordes, quoiqu'il soit bon au fond, peu jaloux, modeste même à ses heures, obligeant toujours.
À propos d'invective, je citerai un fait. Des réunions périodiques se tenaient, vers 1856, chez un ami de la chanson, chansonnier lui-même, et non sans talent, quoiqu'un peu sentencieux. Rabineau, Supernant, Jeannin, Pécatier et d'autres formaient là entre eux des concours dont les juges étaient les concurrents eux-mêmes. Les pièces n'étaient pas signées. Un soir arrive une longue pancarte remplie de vers (deux cents et plus) et intitulée Un temple ignoré. C'était la peinture, à la manière noire, des choses et des hommes de l'endroit. Chacun y recevait son coup de patte. Le plus maltraité de tous était un chansonnier bien connu dans le Temple ignoré, le seul dont le nom fût voilé d'un pseudonyme, et l'auteur lui faisait l'honneur de lui consacrer plus de quarante vers. Voici un passage de cette philippique, qui donnera suffisamment le ton du reste :
Je voudrais ne point mordre au milieu de la joue
Ce Pangloss effronté qui raille et fait la roue ;
Je voudrais, oui, sans doute, et tout haut je le dis,
Ne lui voir que des vers par son travail acquis ;
O Gilquin, je voudrais... ; mais ici je m'arrête,
Car (quels vœux insensés !) je te voudrais poète.
Et comment à ce but pourrais-tu parvenir ?
Quels fruits de ton labeur oserais-tu fournir ?
Et quand de ton cerveau, source d'acrimonie,
Ne découlerait plus de visqueuse sanie,
Tu ne seras toujours qu'un nuisible chapon...
Vous voyez que Ponsard, car ce morceau était de lui, n'y allait pas de main morte. Ponsard, du reste, ne semble pas près de renoncer à la satire, s'il tient la promesse qu'il se fait dans les vers suivants qui terminaient la même pièce : 
Oh ! lorsque l'agonie égarant ma raison
Marquera de mes jours le fatal horizon,
Que se taira mon cœur et que fuira mon âme,
Que de toute chaleur s'envolera la flamme ;
Que mon pouls cessera, que mes yeux s'éteindront,
Que mon sang n'ira plus vivifier mon front ;
Qu'un délire insensé s'échappant de ma lèvre
Dira les derniers mots de ma dernière fièvre ;
Alors, prêt à servir de pâture à des vers,
Pour te siffler encor, je veux râler des vers.
Ponsard publie en 1873 un second recueil : Chansons de bord. Sa muse aime la mer : « C'est une bonne fille, dit-il lui-même, délurée, d'un caractère abrupt, mais franc : elle soupire peu, pleure encore moins, crie beaucoup et rit presque toujours ». Plus tard ont paru les Coups de garcette, trois cahiers publiés en Belgique par Lemonnier ; on y remarque La Confession d'un forban, S'il revenait !
Il a inséré des vers dans plusieurs recueils, les Échos du Vaudeville, l'Artiste, l'Album du bon Bock et collaboré à divers journaux littéraires et humoristiques : le Tintamarre, le Scapin, la Crécelle, la Chanson, le Réveil, de Delescluze, où parurent ses Soldats de proie.
Il est aussi l'auteur d'une pièce attribuée à Pétrus Borel par un des biographes de ce poète : Léthargie de la muse. Supercherie qui pourrait bien 

« Aux Saumaises futurs préparer des tortures. »

Il est d'ailleurs coutumier du fait, et il est quelque part certaine lettre peu connue dont je voudrais bien voir l'original.
Il prépar un recueil intitulé les Ancres perdues.
Le Navire infernal, Nos hôtesses, Vogue la galère ! l'Hôtesse du Cachalot, montrent dans le talent de Ponsard des ressources variées. La netteté de la langue n'enlève rien chez lui à la fantaisie du fond. La rime est toujours riche, l'image exacte et bien suivie. Car il y a bien un peu de coquetterie dans sa prétention à n'avoir rien appris : il a beaucoup étudié, et sait beaucoup, et lit toujours, préférant, il est vrai, pour l'inspiration, Régnier à Boileau, pour le style, Diderot à Voltaire, et pour l'entrain (oserais-je le dire ?), Debraux à Béranger.

C'est le vrai Béranger de la mer, parfois aussi le Grécourt (voir, entre autres morceaux; le Petit navire) ; ce qui ne l'empêche pas d'être aussi à l'occasion un poète de grand souffle et de large envergure : 
Que le vent me soit propice ou non,
Je lance en pleine mer ma nacelle sans nom.
Si le flot de l'oubli, comme un drap funéraire,
Me doit ensevelir sous l'onde littéraire,
J'attends sans tressaillir le moment où le flux
Jettera sur la grève un naufragé de plus.
Je ne sais si le lecteur sera de mon avis, mais je trouve ces vers, placés en tête des Échos du bord, bien supérieurs à ceux dont Ponsard accablait en 1856 le malheureux Gilquin. Il est vrai, pour le dire en passant, que le chansonnier qu'il drapait sous ce pseudonyme, ce Pangloss effronté, ce chapon, n'était autre que son biographe d'aujourd'hui. »